# Ruth Barcan Marcus
Pour les articles homonymes, voir Marcus.
Ruth Barcan Marcus (2 août 1921 dans le Bronx - 19 février 2012) est une philosophe et logicienne américaine, plus particulièrement connue pour ses découvertes en logique modale, comme la Formule de Barcan.
Ses travaux en philosophie du langage et en philosophie de la logique sur la quantification substitutionnelle ou l'identité et la référence des termes ont une influence sur les théories de la Référence directe de Saul Kripke.

## Biographie
Elle soutient sa thèse en logique à l'université Yale en 1947 sous la direction de Frederic Brenton Fitch et interrompt sa carrière universitaire pendant quelques années. De 1962 à 1970, elle dirige le département de philosophie de l'université de l'Illinois à Chicago puis est professeur à l'université Northwestern. Elle est professeur à Yale à partir de 1973 avant d'y être professeur émérite.
Elle est également connue pour quelques polémiques comme la pétition qu'elle dirige en 1992 contre Jacques Derrida quand ce dernier reçoit un doctorat honoris causa de l'université de Cambridge.
Plus récemment s'est développée une querelle de précédence pour savoir si elle n'avait pas été sous-estimée dans la Théorie de la référence. Mais les défenseurs de Kripke font remarquer que la théorie de Ruth Barcan Marcus avant 1962 n'est relue comme "kripkéenne" que par une erreur rétrospective.
Elle rédige ou dirige les ouvrages suivants :
- The Logical Enterprise, ed. with A. Anderson, R. Martin, Yale, 1995
- Logic, Methodology and Philosophy of Science, VII, eds. R. Barcan Marcus et al., North Holland, 1986
- Modalities: Philosophical Essays, Oxford University Press, 1993. Paperback; 1995